# Are All Men Pedophiles?
Are All Men Pedophiles? [literalmente, "Serão pedófilos todos os homens?"] é um filme documentário de 2012 sobre a pedofilia, dirigido pelo jovem cineasta alemão Jan-Willem Breure. Foi estreado mundialmente em 2 de março de 2012 no Queens World Film Festival de Nova Iorque e tem sido projectado em diversos festivais de cinema com sucesso considerável.
O filme, subtitulado "Eighteen Is Just A Number" (Dezoito é apenas um número), expõe a ideia que todos os homens seriam hebéfilos, isto é, sentem-se sexualmente atraídos por adolescentes, e sustenta que a sociedade deveria distinguir entre isso e a autêntica pedofilia (atração sexual para crianças prepúberes), mostrando as consequências da generalização desse modo de entender a "pedofilia", que se traduz em leis que consideram todos os homens como pedófilos potenciais. O documentário analisa a pedofilia desde uma perspectiva cultural e profissional e do ponto de vista de vários experts, neurocientistas, psicólogos, sexólogos e olheiros de modelos. 
Além da Koninklijke Academie van Beeldende Kunsten (Royal Academia de Arte), de Haia, o filme foi financiado completamente de modo privado, principalmente por Jan-Willem Breure.

## Prêmios
Prêmio Mediaprize de melhor documentário de 2012.